# Monumento de Pakistán
El Monumento de Pakistán, situado en Islamabad, Pakistán, es un monumento nacional que representa las cuatro provincias y los tres territorios del país. Tras una competición entre muchos arquitectos reconocidos, se seleccionó el proyecto de Arif Masoud como diseño final. La forma de flor floreciente del monumento representa el rápido desarrollo de Pakistán. Los cuatro pétalos principales del monumento representan las cuatro provincias (Baluchistán, Jaiber Pajtunjuá, Panyab, y Sind), y los tres pétalos pequeños representan los tres territorios (Gilgit-Baltistán, Azad Cachemira y las áreas tribales). El Monumento fue diseñado para reflejar la cultura y civilización del país y representa la historia del Movimiento de Pakistán, dedicada a quienes se sacrificaron para las generaciones futuras. 
Desde el aire el monumento parece una estrella (el centro) y una media luna (formada por los pétalos), que representan la estrella y media luna de la bandera de Pakistán.

## Concepto
Durante las etapas iniciales el proyecto fue concebido y comenzado por Uxi Mufti, hijo de Mumtaz Mufti, en 2005. Posteriormente el proyecto de construir un monumento nacional en la capital de Pakistán fue emprendido por el Ministerio de Cultura, dirigido por Hamad Kashif en aquel momento. A este respecto, el Consejo de Arquitectos y Urbanistas de Pakistán organizó una competición nacional sobre el tema de fuerza, unidad y dedicación del pueblo de Pakistán en un icono que represente una nación libre e independiente.
De un total de veinte propuestas, se eligieron tres finalistas. Finalmente, se eligió el diseño de Arif Masoud, que giraba en torno a la creación y popola

## Estructura

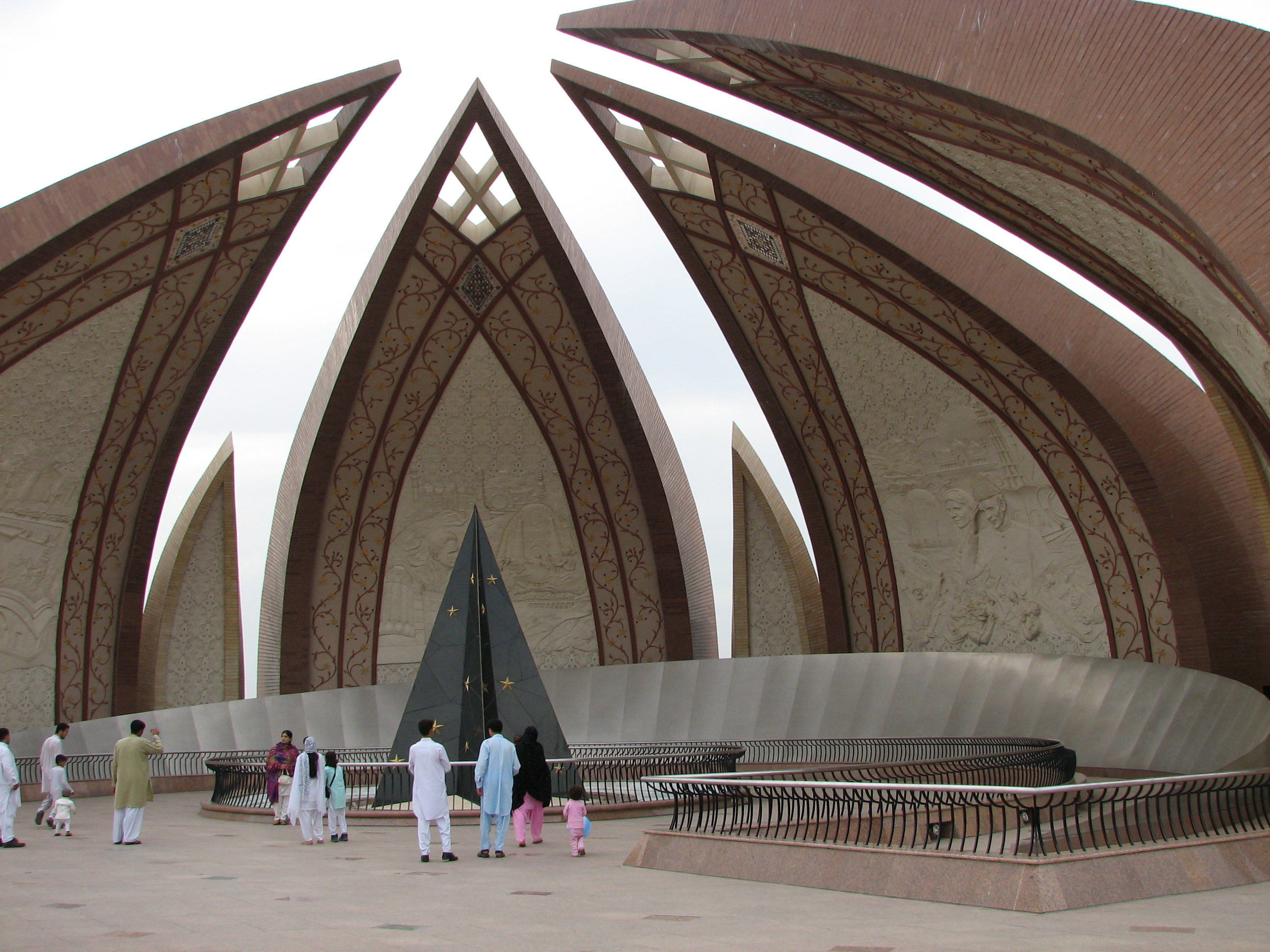

El monumento se sitúa en el oeste de las Colinas Shakarparian, y ocupa una superficie total de 2,8 hectáreas. Esta ubicación elevada hace que el monumento sea visible por toda la ciudad de Islamabad y Rawalpindi. El 25 de mayo de 2004 se puso La primera piedra y el complejo se completó a finales de 2006, y fue inaugurado el 23 de marzo de 2007. El coste total fue de más de 580 millones de rupias.
El monumento se compone de cuatro pétalos florecientes de granito, que representan la unidad del pueblo pakistaní. Las paredes internas de los pétalos están decoradas con murales. La plataforma central tiene forma de una estrella de cinco puntas, rodeada por agua. La media luna de metal que rodea la estrella tiene inscripciones de dichos de Muhammad Ali Jinnah y poesía de Allama Iqbal.

## Galería de imágenes

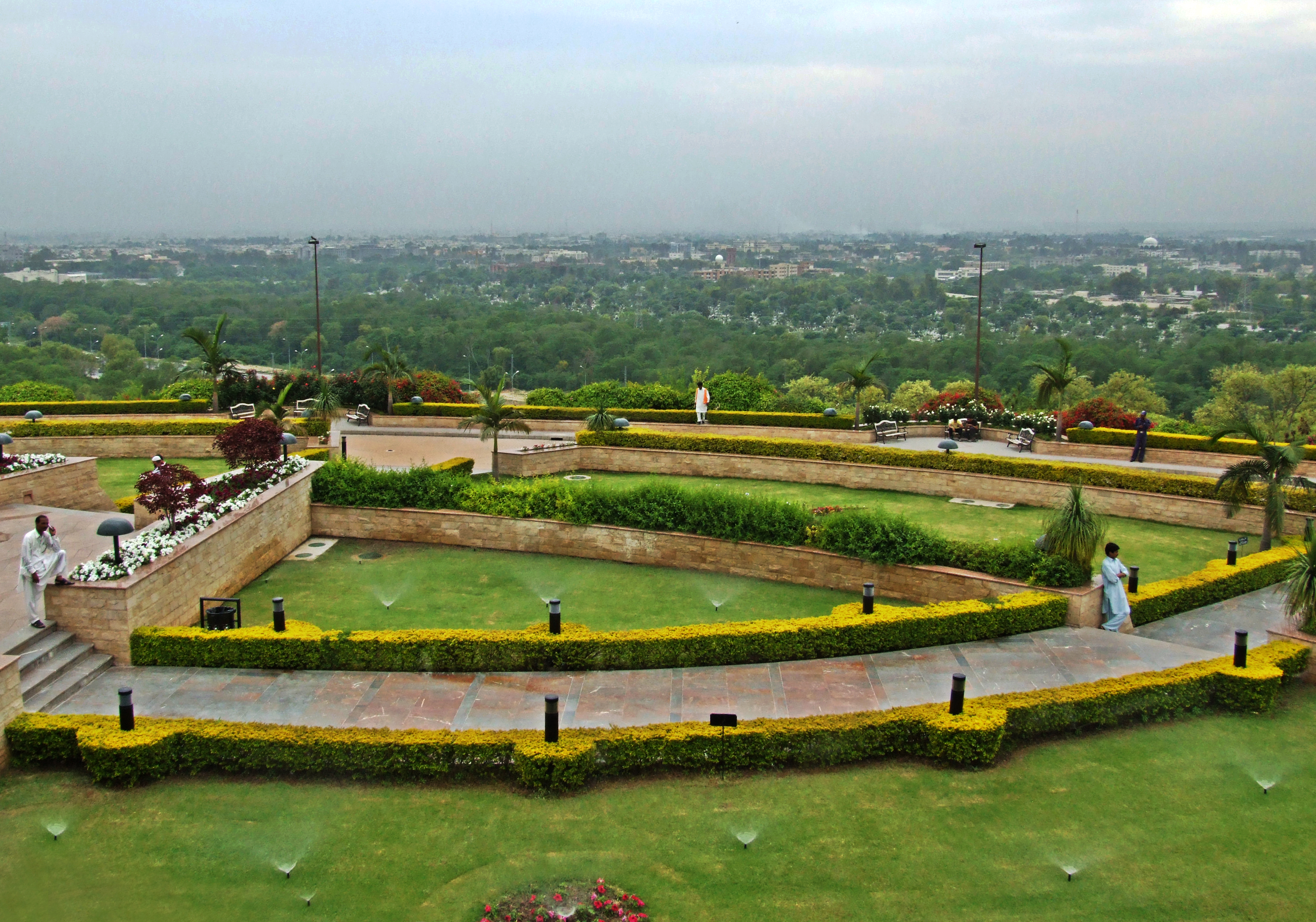
Jardines en el Monumento de Pakistán
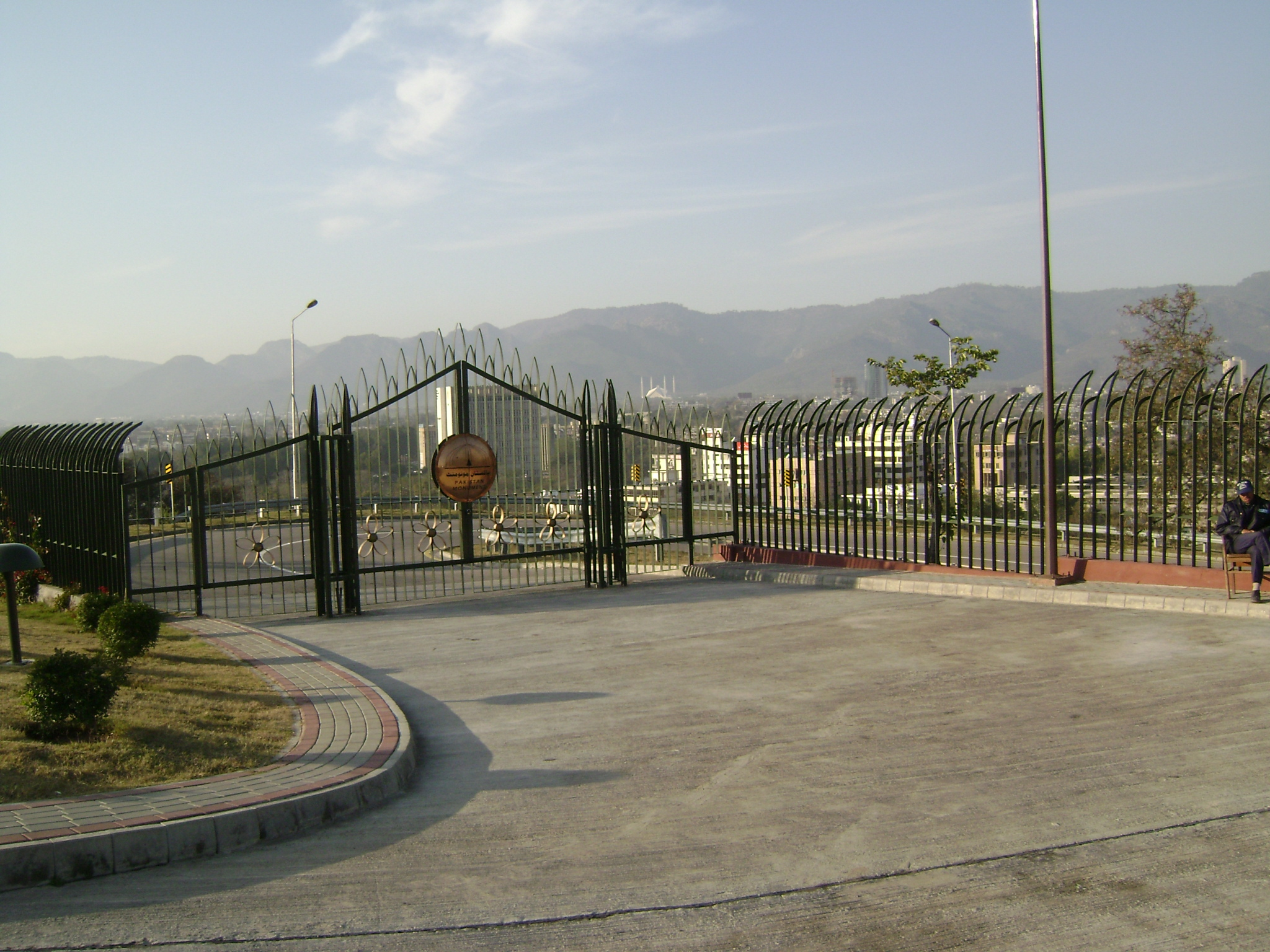
Una puerta de entrada al monumento
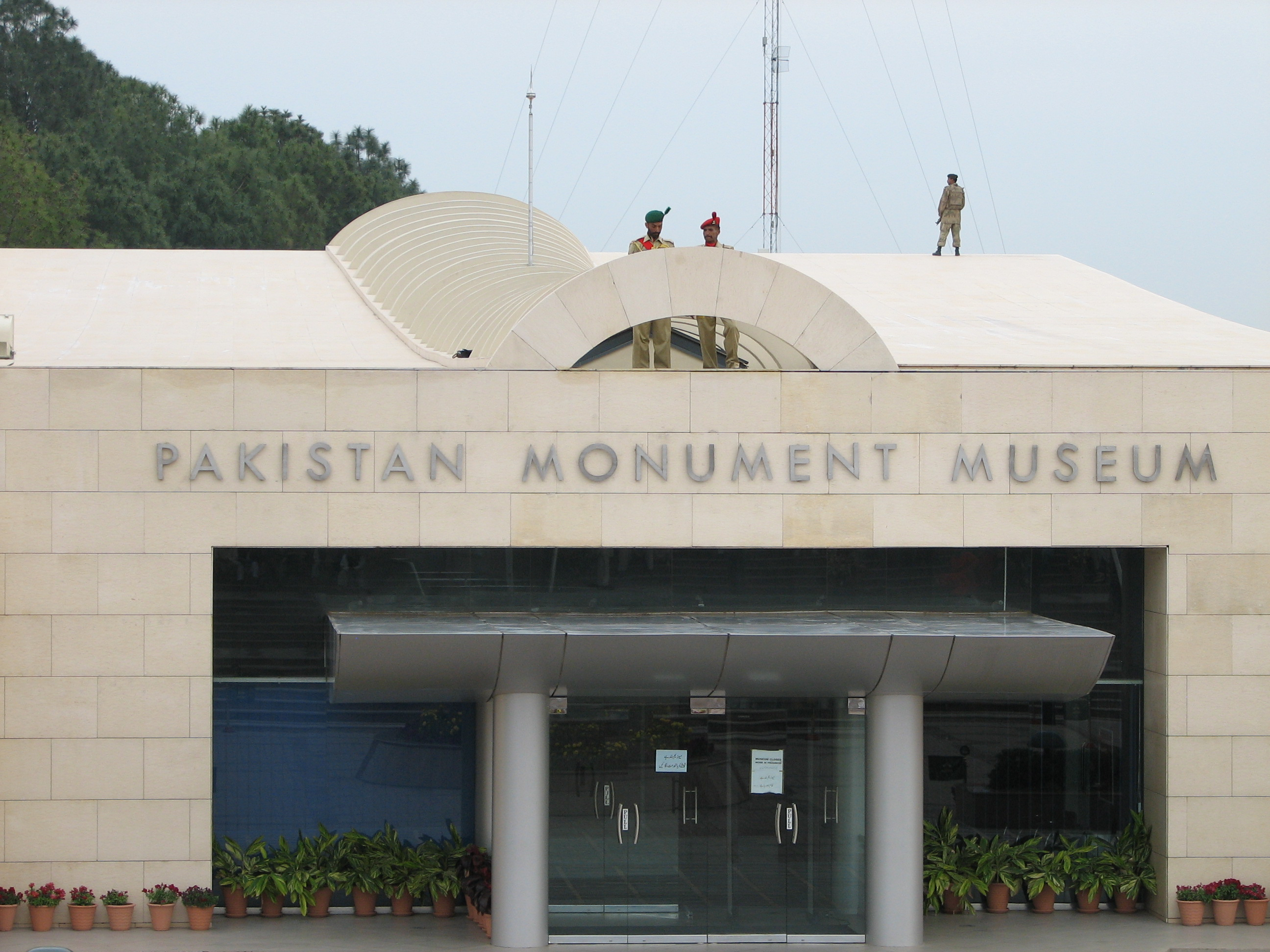
Museo del Monumento de Pakistán
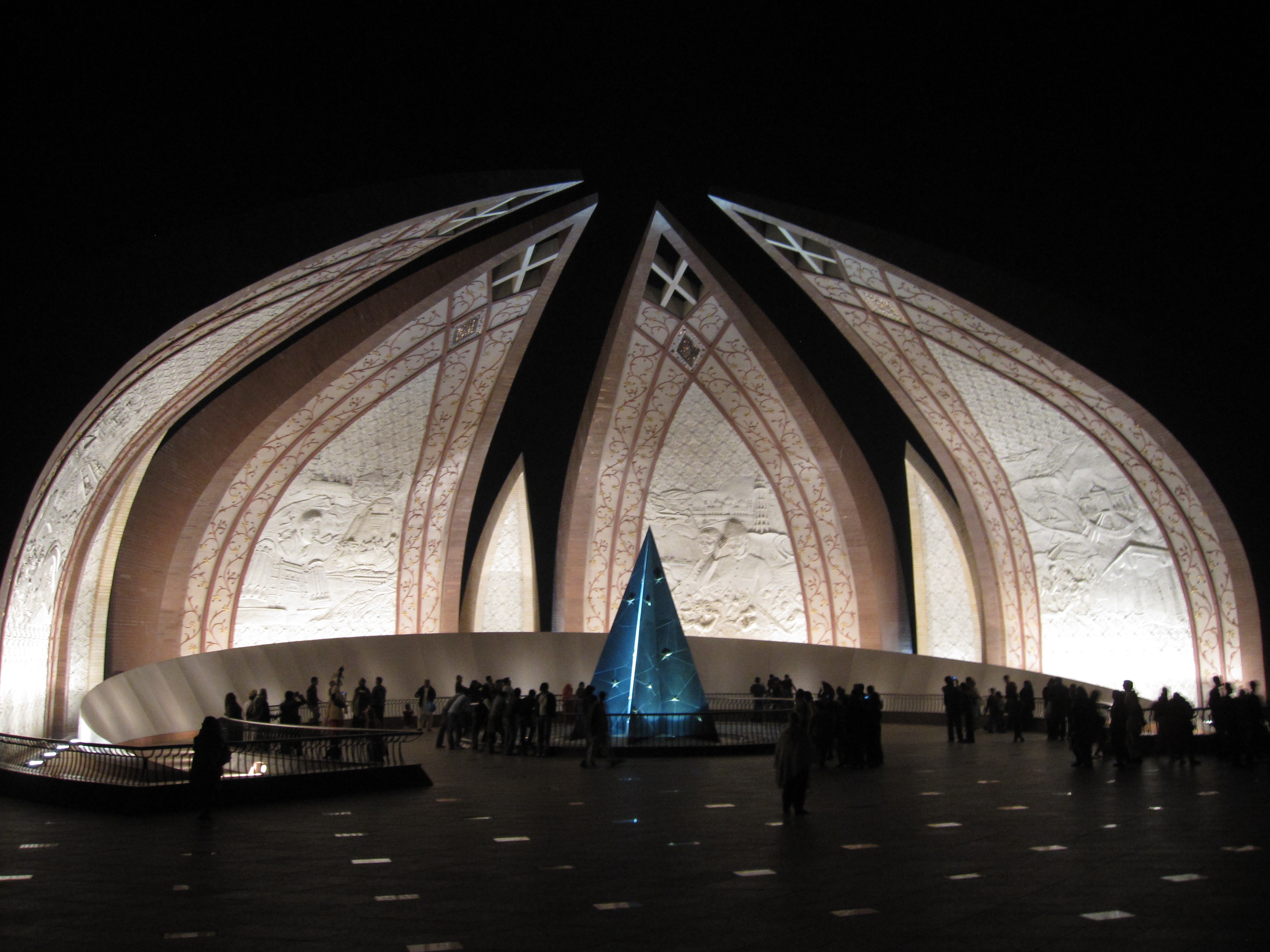
Vista del monumento por la noche
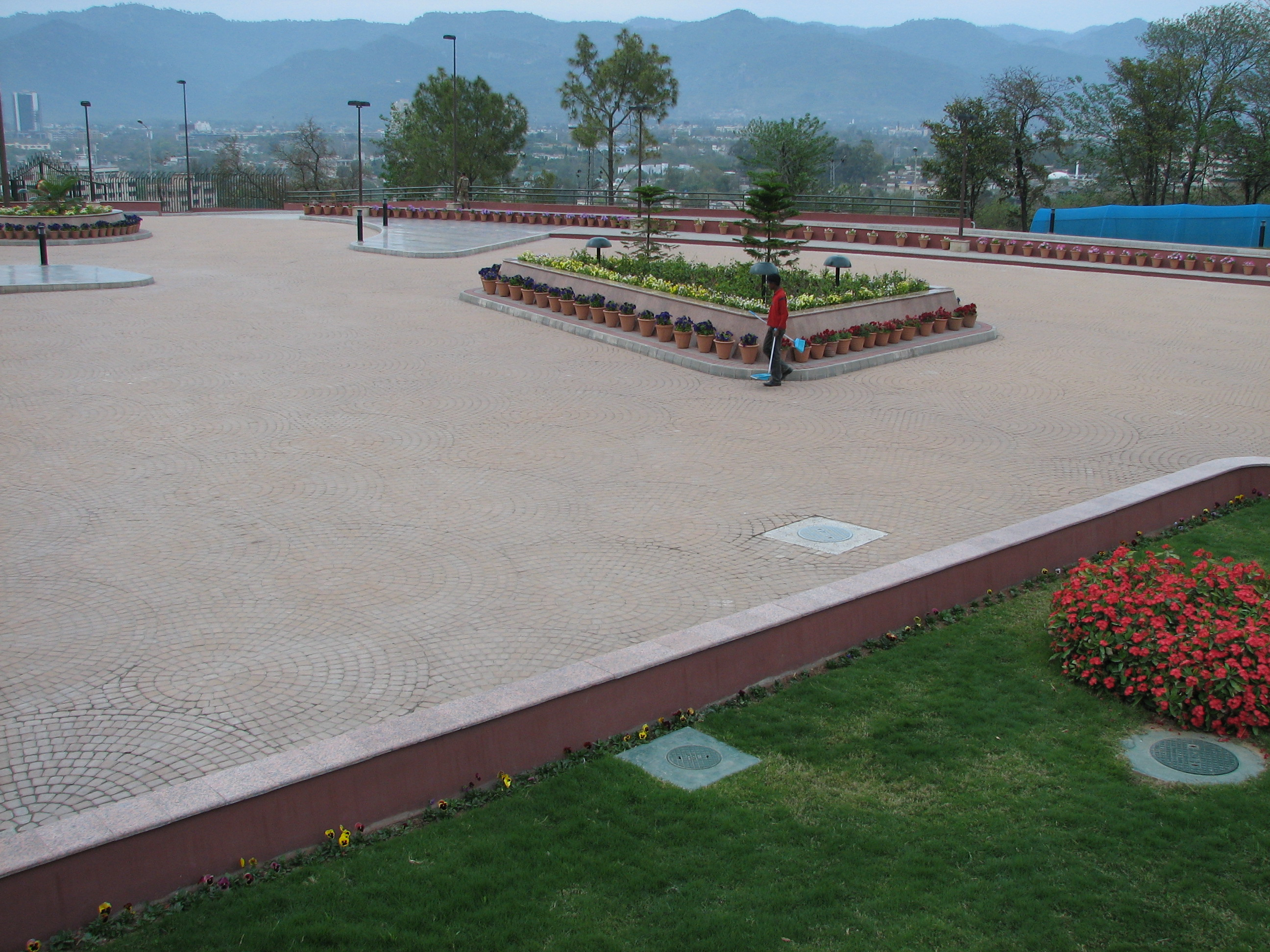
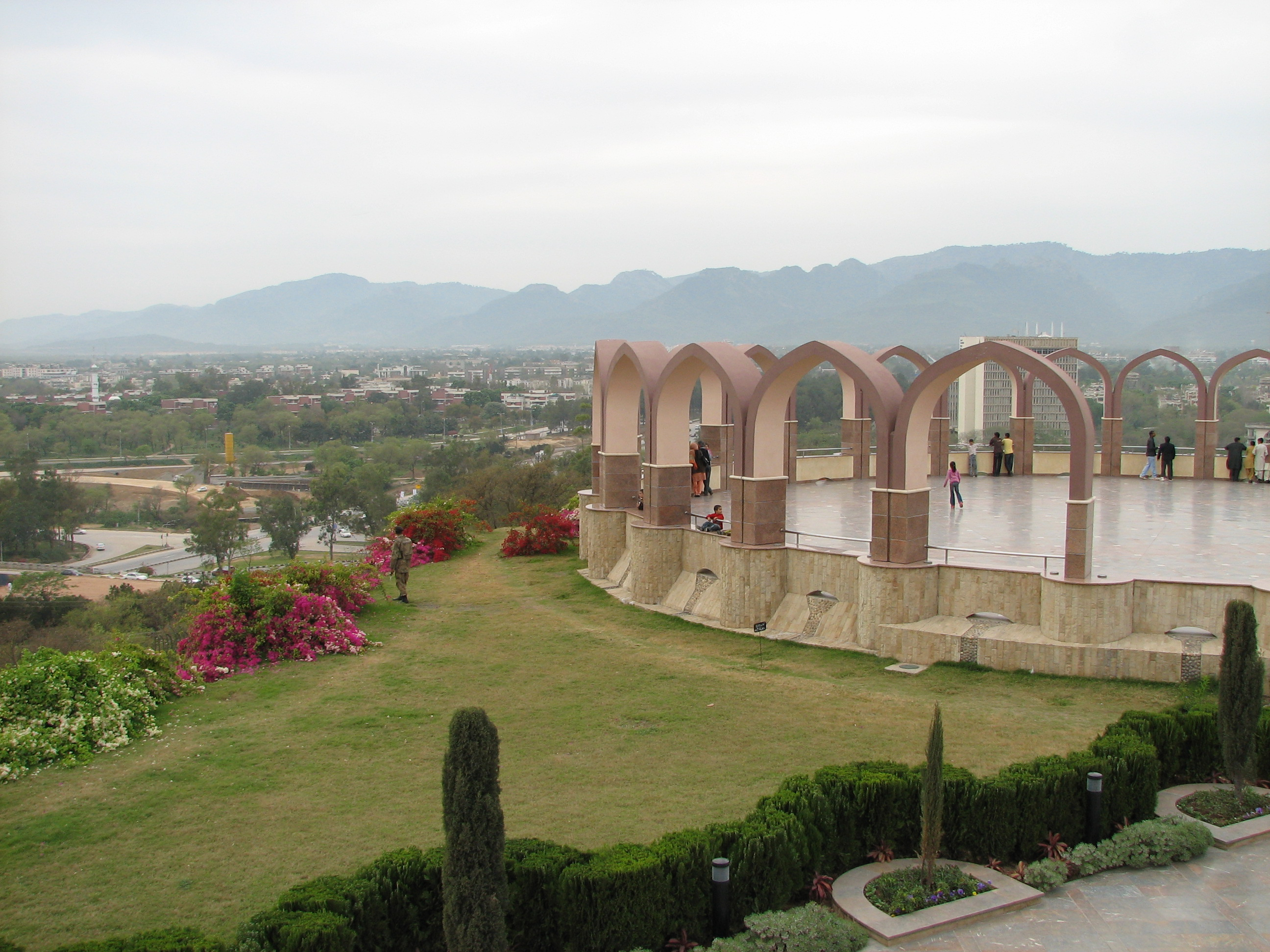